# 社会服務要員
社会服務要員（しゃかいふくむよういん、朝: 사회복무요원）は、韓国の徴兵制度による代替服務の一部として、徴兵検査で補充役に処分を受けた者がその対象である。1995年に「公益勤務要員（こうえききんむよういん、朝: 공익근무요원）」の「行政官署要員（ぎょうせいかんしょよういん、朝: 행정관서요원）」という名称でできており、2014年に「社会服務要員」という名称に変わった。韓国国内で公益勤務要員と称するのは行政官署要員と社会福祉要員を意味し、これを略して「公益要員」、「公益」などと呼ぶこともある。

## 歴史
1994年、世界戦で活躍していた囲碁棋士の李昌鎬が翌年満19歳になることから、兵役について議論となり、韓国棋院理事長の張在植議員を含め国会議員105名の連名で「李昌鎬後援会」が結成。12月6日兵役施行令49条の規定が変更され兵役特待が追加された。
1995年、防衛召集制度(防衛兵)が廃止、公益勤務要員制動が新設。公益勤務要員は行政官署要員と芸術体育要員に区分され、当時の社会服務要員は公益勤務要員の下位分類の行政官署要員だった。3月27日、李昌鎬は4週間の軍事訓練を受けた後。3年間公益勤務要員として勤務し、1998年3月26日招集解除された。
2014年、公益勤務要員という名称が削除、公益勤務要員の下位分類だった行政官署要員が社会福祉要員という名称に変わる。

## 召集対象
徴兵検査で補充役に処分を受けた者が社会服務要員の召集対象である。その対象の基準は下位の身体等級・下位の学歴・前科・家事による補充役処分を受けた者である。
- 下位の身体等級：下位の身体等級による社会服務要員召集対象者は、身体等級4級による補充兵役処分を受けた者である。
- 下位の学歴：下位の学歴による社会服務要員召集対象者は、社会服務要員召集制度ができた1995年以後の年度から見ると1998年から2003年、2015年から2020年まで存在した。1998年から2003年まで高校中退者・中学校卒業による処分を受けた者、2015年から2020年まで高校中退者・中学校卒業・中学校中退・小学校卒業・小学校中退・無学歴(中学校中退・小学校卒業・小学校中退・無学歴は2012年から2020年まで)による補充役処分を受けた者として、2021年以後に下位の学歴による補充役処分が消え、現在は施行されていない。
- 前科：6月以上1年6月以下の懲役や禁錮の実刑を宣告された者。1年以上の懲役や禁固の執行猶予を宣告された者。
- 家事：両親・配偶者又は兄弟姉妹中で戦死者・殉職者がいたり、戦傷や公傷による障害者がいる場合。このうち1人だけが該当し、服務期間は6ヶ月だ。
- 現役兵として服務中に補充役へ転換した者

その他にも兵役法違反者(徴兵検査や入営を拒否・忌避した者)・特定の資格を要する補充役(公衆保健医師・公衆邦訳獣医師・公益法務官・専門研究要員・産業技能要員)の編入取消処分者・または国外滞在者として、高齢による社会服務要員召集対象の場合もあるが、これは36歳から37歳(1994年から2010年には31歳から35歳)までだ。

## 召集と服務
社会服務要員召集対象者が召集通知書(召集令状)を受け取ると、軍事訓練で実質する軍事教育に召集され、3週間の軍事訓練後、服務機関に配置される。

## 業務・服務分野と服務機関
業務・服務分野と勤務期間は、下記の通りである。
| 業務       | 服務分野                                              | 服務機関                                                                               |
| ---------- | ----------------------------------------------------- | -------------------------------------------------------------------------------------- |
| 社会・福祉 | 社会福祉施設の運営支援                                | 社会福祉施設、報勲療養院、大韓赤十字社、青少年・老人・障害者など関連公共団体           |
| 社会・福祉 | 地方自治体の社会福祉業務支援                          | 地方自治体                                                                             |
| 保健・医療 | 国民健康の保護・増進業務支援                          | 国立検疫所、保健所                                                                     |
| 保健・医療 | 患者の救護業務支援                                    | 国公立病院、消防署、地方医療院、報勲病院、赤十字病院、国立大学病院                     |
| 教育・文化 | 教科・特技適性の指導などの学習支援 障害学生の活動支援 | 教育庁及び小・中・高等学校(私立を含む)、幼稚園(私立は非営利法人が設立・経営する幼稚園) |
| 教育・文化 | 文化財管理支援                                        | 宮・陵管理所、地方自治体                                                               |
| 環境・安全 | 環境保護・監視の支援                                  | 山林庁、地方自治体、水資源公社、国立公園管理公団、施設管理公団                         |
| 環境・安全 | 災難・安全管理支援                                    | 消防署、地方自治体、海洋港湾庁、地下鉄公社、鉄道公社、警察庁                           |
| 行政       | 一般行政支援                                          | 行政機関、各種公社・公団、公共団体、小・中・高等学校                                   |
| 行政       | 行政機関の警備支援                                    | 行政機関、港湾公社、各種公社・公団                                                     |

## 教育

### 基礎軍事教育
社会服務要員召集対象者が社会服務要員の服務に召集されると、陸軍訓練所、陸軍師団の新兵教育部隊、海軍教育司令部の教育部隊、済州防御司令部の海兵隊教育部隊などで3週間の基礎軍事教育(2020年まで陸軍では4週間の基礎軍事訓練)を受けることになる。
しかし、下記の場合は、軍事教育を受けずに社会福祉要員の服務をすることになる。
- 精神疾患による身体等級4級の補充役に編入された者(1991年以後の出生者)。
- 刺青または自害による瘢痕などによる身体等級4級の補充役に編入された者の中で、精神疾患による身体等級3級が含まれる者(1991年以後の出生者)。
- 同じ疾病により治癒期間六月以上の者
- その他やむを得ない事由により教育召集が困難であると認められ、教育召集除外審査委員会の審査結果、教育召集除外対象者と決定された者
- すでに軍事教育を受けた場合、下記の通りである。
  - 士官学校などで退学した時、退学前に受けた教育機関で受けた軍事訓練期間が基礎軍事教育期間を超える場合
  - 現役兵服務中に補充役に編入された者
  - その他、既に軍事教育の招集を終えた者

### 服務機関への配置後の教育
社会福祉要員が服務機関への配置後に受ける教育は、素養教育、職務教育がある。

## 問題点・批判

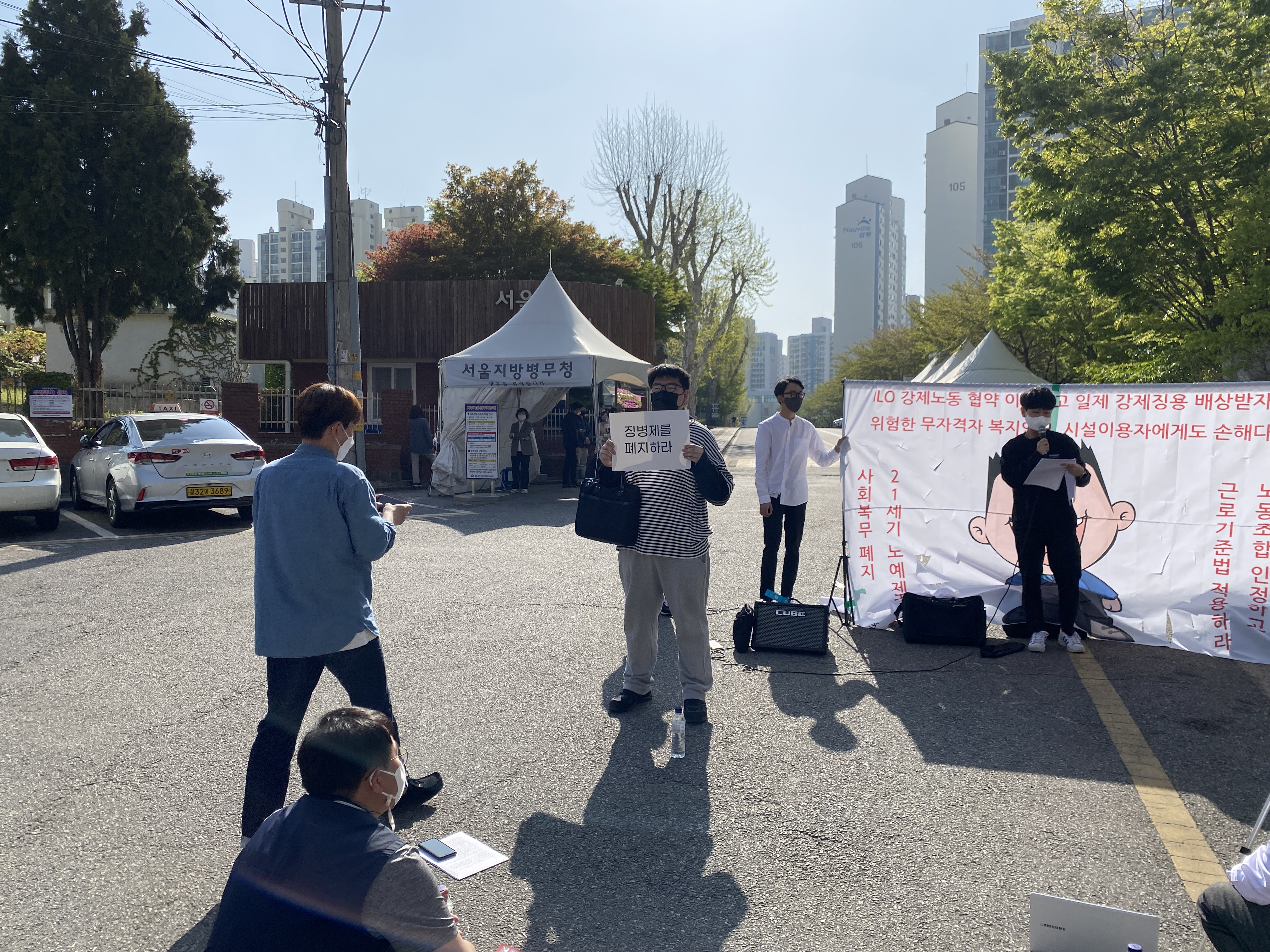
社会服務要員の問題点と関連するデモ(クッゴニ火刑式)。ソウル地方兵務庁の前、2022年4月20日。

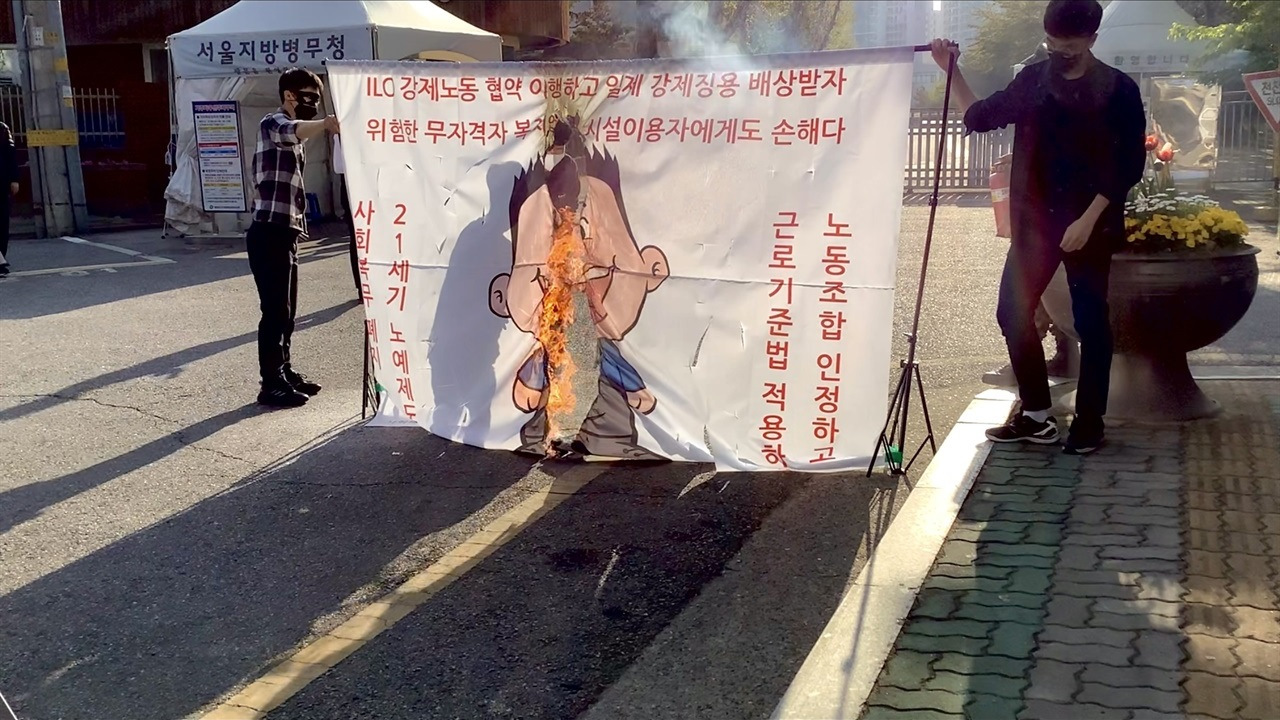
社会服務要員の問題点と関連するデモ(クッゴニ火刑式)。ソウル地方兵務庁の前、2022年4月20日。

公益勤務要員は李昌鎬のために政治的な圧力で創設された。
社会服務要員は、現役の服務が難し、適さない人々を非軍事的目的の業務を徴兵制度によって強制する制度として、国際労働機関の強制労働に関する条約によれば「処罰の脅威の下に強要せられ、自ら任意に申出でたるに非ざる一切の労務」含まない「純然たる軍事的性質の作業に対し強制兵役法に依り強要せらるる労務」に該当しないので強制労働に該当する。
社会服務要員の大部分は下位の身体等級による補充役によるもので、この下位身体等級は、徴兵検査身体等級が4級による場合である。韓国の徴兵検査で身体等級4級によって補充役処分となり、社会服務要員召集対象となる身体特性・疾患・障害の基準は下記の通りだ。
- 身体的特性・疾患・障害
  - 体重
    - BMI16未満の低体重
    - BMI35以上の高度肥満(身長175センチの成人基準なら体重108キログラム以上。BMI30から34.9の高度肥満は、身体等級3級による現役徴兵の対象となる場合もある。)

  - 手術が必要な椎間板ヘルニア
  - 早期胃癌や早期大腸癌により手術を受けた場合
  - 基底細胞癌
- 精神的特性・疾患・障害
  - 不安障害・パニック障害・強迫性障害などの神経症(軽微な場合には、身体等級3級による現役徴兵の対象となる場合もある。)
  - 境界知能
  - 高機能の自閉症スペクトラム
  - 注意欠陥多動性障害・学習障害(軽微な場合には、身体等級3級による現役徴兵の対象となる場合もある。)

このような身体的・精神的問題があるにもかかわらず、義務的な代替服務(代替服務の召集時の義務的な軍事訓練を含む)をすることについて「患者を虐待する」、「障害者を徴兵する」、「身体や精神が不自由な人々を強制労働をさせている」などの批判があり、2021年10月から改正兵役法施行により下位身体等級の補充兵役として処分された社会服務要員召集対象者が希望すれば現役兵入営が可能にしたことも「強制労働論難を避けるための小細工」という批判がある。
これは、完全志願制度の自衛隊・完全志願制度を通じて人員を補充する軍の　志願者身体検査基準では、不合格の該当者が韓国の徴兵制度では、現役兵服務や義務的な代替服務をしなければならないことをいう。
特定業務の資格(特別支援学校教員・社会福祉士の資格など)を有しない者を社会服務要員という服務制度により特別支援学校教員や福祉施設などで服務させることによって発生する問題、公共機関などで公務員が社会服務要員に資格のない業務(個人情報と関連する業務など)を命令して起こる問題点として、社会服務要員による犯罪事件も存在する。これは、2018年ソウルのある特別支援学校で発生した社会服務要員による障害学生暴行事件を含む特別支援学校での障害学生暴行事件、公共機関で社会服務要員による個人情報流出により発生した2020年の「N番部屋事件」などだ。
このような問題により、「社会服務要員労働組合」と呼ばれる団体が2022年4月20日にソウル市にあるソウル地方兵務庁の前でクッゴニ(兵務庁のマスコットキャラクター)火刑式と称するデモを行うなど社会服務要員制度の廃止を求めるデモ・訴訟を起こすなどの廃止を求めている。特に2022年4月20日は、韓国で国際労働機関第29号条項の発効日であり、韓国の障害者の日(毎年4月20日が韓国の障害者の日)でもある。